# 傅卿
傅卿（1510年—？），字獻卿，福建興化府莆田縣軍籍湖廣蒲圻縣人，明朝政治人物。

## 生平
嘉靖二十二年（1543年）癸卯科福建鄉試第六十一名舉人。嘉靖二十三年（1544年）中式甲辰科會試第五十三名，登第三甲第一百五十五名進士。官至廣東按察司佥事。

## 家族
曾祖傅汝賢；祖父傅壇；父傅子嚴。前母何氏；母方氏。具庆下。兄愷、悌、楠、庠。弟懋春。